# Ducado de Dúrcal

Escudo de Dúrcal.

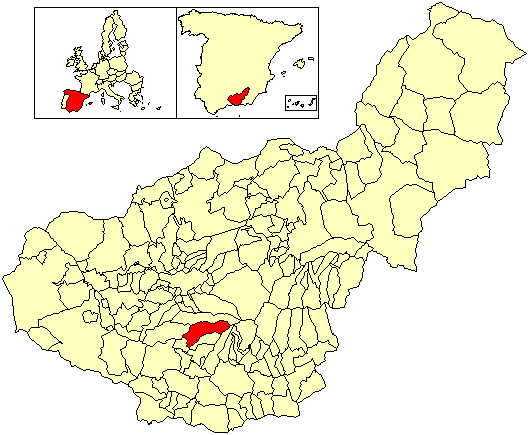
Situación de Dúrcal, Granada, España.

El ducado de Dúrcal es un título nobiliario español, creado el 25 de noviembre de 1885 por el rey Alfonso XII de España, para su pariente Pedro de Alcántara de Borbón y Borbón. Su nombre proviene del municipio del mismo nombre, Dúrcal, provincia de Granada, ubicado en la comarca del Valle de Lecrín.
Pedro de Alcántara de Borbón y Borbón (1862-1892) era el hijo segundogénito del Infante Sebastián Gabriel de Borbón y Braganza, bisnieto del rey Carlos III, cuyos hijos, a pesar de su parentesco con el rey Alfonso XII, no recibieron el tratamiento de Infantes de España. Dos de los cuatro hermanos de don Pedro recibieron asimismo sendos títulos, uno el ducado de Ánsola y el otro el ducado de Marchena. Un tercer hermano rechazó cualquier concesión nobiliaria, mientras que el benjamín falleció joven.
Con la caída de la reina Isabel II de España en 1868, estos tres hermanos quedaron en una posición económica lamentable, y fue el esposo y primo hermano de la reina destronada, Francisco de Asís, quien se hizo cargo de ellos, pagándoles un internado en París. Con la llegada al trono español de Alfonso XII a finales de 1874 se les concedió a los tres hermanos sus respectivos títulos y se propició para cada uno matrimonios ventajosos, aunque fuera del círculo de la realeza europea.

## Duques de Dúrcal
|                          | Titular                                 | Periodo                  |
| Creación por Alfonso XII | Creación por Alfonso XII                | Creación por Alfonso XII |
| ------------------------ | --------------------------------------- | ------------------------ |
| i                        | Pedro de Alcántara de Borbón y Borbón   | 1885-1892                |
| ii                       | Fernando Sebastián de Borbón y Madán    | 1910-1944                |
| iii                      | María Cristina de Borbón y Bosch-Labrús | 1945-2002                |
| iv                       | María Cristina Patiño y Borbón          | 2003-                    |

## Historia de los duques de Dúrcal
- Pedro de Alcántara de Borbón y Borbón (1862-1892), i duque de Dúrcal. El rey Alfonso XII de España le concedió el ducado, siguiendo la política de su madre Isabel II de ennoblecer a sus parientes más cercanos y que por diferentes motivos no gozaban de una situación económica holgada ni de título propio, y así favorecer futuros matrimonios ventajosos.

1. Casó con María de la Caridad Madán y Uriondo, con quien tuvo tres hijos, incluyendo a su sucesor:

- Fernando Sebastián de Borbón y Madán (1891-1944), ii duque de Dúrcal.

1. Casó con María Leticia Bosch-Labrús y Blat, Dama de la Reina Victoria Eugenia de España, hermana del vizconde de Bosch-Labrús, de una acaudalada familia catalana. Tuvieron dos hijas, la mayor de las cuales sucedió a su padre en el título ducal:

- María Cristina de Borbón y Bosch-Labrús (1913-2002), iii duquesa de Dúrcal.

1. Casó con el magnate sudamericano Antenor Patiño Rodríguez, apodado "el rey del estaño" por ser el dueño de las mayores minas de estaño del mundo, todas situadas en su Bolivia natal. Tuvieron dos hijas, y a su madre la sucedió la mayor:

- María Cristina Patiño y Borbón, Rodríguez y Bosch-Labrús (2 de agosto de 1932), iv duquesa de Dúrcal.

1. Casó en primeras nupcias con el francés Marc-Charles-Louis de Beauvau-Craon, príncipe de Beauvau-Craon, con quien tuvo dos hijas. Tras divorciarse en 1958.
2. Casó con Ernest Schneider. Tras la disolución de ese matrimonio en 1972,
3. Casó con Kristo Kurteff, de quien se divorció en 1985.

## Árbol genealógico
| Carlos III de España (1716-1788)                                      |  |  |  |  |  |  |  |
|                                                                       |  |  |  |  |  |  |  |
| Gabriel de Borbón, infante de España (1752-1788)                      |  |  |  |  |  |  |  |
|                                                                       |  |  |  |  |  |  |  |
| Pedro Carlos de Borbón, infante de España y Portugal (1786-1812)      |  |  |  |  |  |  |  |
|                                                                       |  |  |  |  |  |  |  |
| Sebastián Gabriel de Borbón, infante de España y Portugal (1811-1875) |  |  |  |  |  |  |  |
|                                                                       |  |  |  |  |  |  |  |
| Pedro de Alcántara de Borbón, i duque de Dúrcal (1862-1892)           |  |  |  |  |  |  |  |
|                                                                       |  |  |  |  |  |  |  |
| Fernando Sebastián de Borbón, ii duque de Dúrcal (1891-1944)          |  |  |  |  |  |  |  |
|                                                                       |  |  |  |  |  |  |  |
| María Cristina de Borbón, iii duquesa de Dúrcal (1913-2002)           |  |  |  |  |  |  |  |
|                                                                       |  |  |  |  |  |  |  |
| María Cristina Patiño, iv duquesa de Dúrcal (n. 1932)                 |  |  |  |  |  |  |  |
|                                                                       |  |  |  |  |  |  |  |
| María Isabel de Beauvau-Craon (1953-2023)                             |  |  |  |  |  |  |  |
|                                                                       |  |  |  |  |  |  |  |
| Sebastián Botana y Beauvau-Craon (n. 1987)                            |  |  |  |  |  |  |  |